# Chigny-les-Roses
Chigny-les-Roses è un comune francese di 524 abitanti situato nel dipartimento della Marna nella regione del Grand Est.

## Società

### Evoluzione demografica
Abitanti censiti